# 小笠原氏
小笠原氏（おがさわらし）は、武家・華族だった日本の氏族。甲斐源氏の出身で甲斐国小笠原に住して小笠原と称する。鎌倉時代には阿波守護、室町時代には信濃守護だった。江戸時代には小倉藩など5つの藩の藩主を世襲した譜代大名家となり、維新後には5家とも華族に列し、旧小倉藩主家は伯爵家、他4家は子爵家となった。通字は、「長」・「貞」・「忠」などである。家紋は三階菱。

## 概要
新羅三郎義光を祖とする甲斐源氏の一流であり、武田氏とは同族。
源頼朝に仕えた長清が甲斐国小笠原（現山梨県南アルプス市小笠原）に住して小笠原を名のったのに始まる。承久の乱後に鎌倉幕府の阿波守護に補任され、以後幕府滅亡までその地位を世襲。
鎌倉末期の当主貞宗は新田義貞に従って倒幕に参加し、建武中興政府で武者所に務める。南北朝時代には足利尊氏に属して信濃守護に補任された。永享12年（1440年）に信濃を平定した政康の死後、一族は府中（深志）小笠原家と伊那（松尾）小笠原家に分裂して対立。
天文年間の武田信玄の侵攻で府中小笠原家の長時は信濃を追われたが、その子貞慶の代に徳川家康に仕え、その子秀政が下総古河に3万石を与えられた。江戸時代には寛永9年（1632年）以降豊前小倉藩主家として続く。また分家の大名が3家（安志藩、千束藩、唐津藩）あった。維新後には旧小倉藩主家の宗家は華族の伯爵家となり、分家3家は子爵家に列した。
伊那小笠原家の方は武田信玄に属したのちに織田信長や徳川家康に従い、江戸時代には越前勝山藩主家として続いた。維新後には華族の子爵家に列する。

## 小笠原氏の始まり
小笠原氏の家名のもとになった「小笠原」の地名は甲斐国巨摩郡に見られ、小笠原牧や山小笠原荘があった現在の山梨県北杜市明野町小笠原と、原小笠原荘があった現在の山梨県南アルプス市小笠原に居館があったとされる。なお、今日の研究では原小笠原荘が小笠原氏の本貫であったと考えられている。
小笠原氏の祖の小笠原長清は、滝口武者として高倉天皇に仕えた加賀美遠光の次男として甲斐国に生まれた。長清は『平家物語』に「加賀美小次郎長清」の名で登場しており、遠光の所領の甲斐国小笠原を相続して小笠原氏を称した。南部氏の祖の南部光行は長清の弟である。平家が壇ノ浦の戦いで滅亡した元暦2年・寿永4年（1185年）に、信濃国を知行国とした源頼朝によって遠光は信濃守に任ぜられたが、長清はこの地盤を受け継ぎ、小笠原氏は信濃に土着してゆく。なお小笠原氏の家紋である三階菱は、本来は加賀美氏の家紋である（現在では遠光ゆかりの寺院のみが、三階菱の中に「王」の文字を入れた原型を用いている）。
長清の嫡男である長経は鎌倉幕府第2代将軍源頼家の側近となるが、頼家が有力御家人たちと対立して比企能員の変が起こると、頼家と共に失脚させられた。しかし、その後の承久の乱での戦功もあって、父が与えられた阿波国守護の地位を継ぐことが許されている。
長経の子孫には小笠原氏が守護となった阿波に土着した者がおり#阿波小笠原氏となる。また、阿波小笠原氏の一部は元寇の戦功により石見に所領を得て#石見小笠原氏となる。

## 阿波小笠原氏

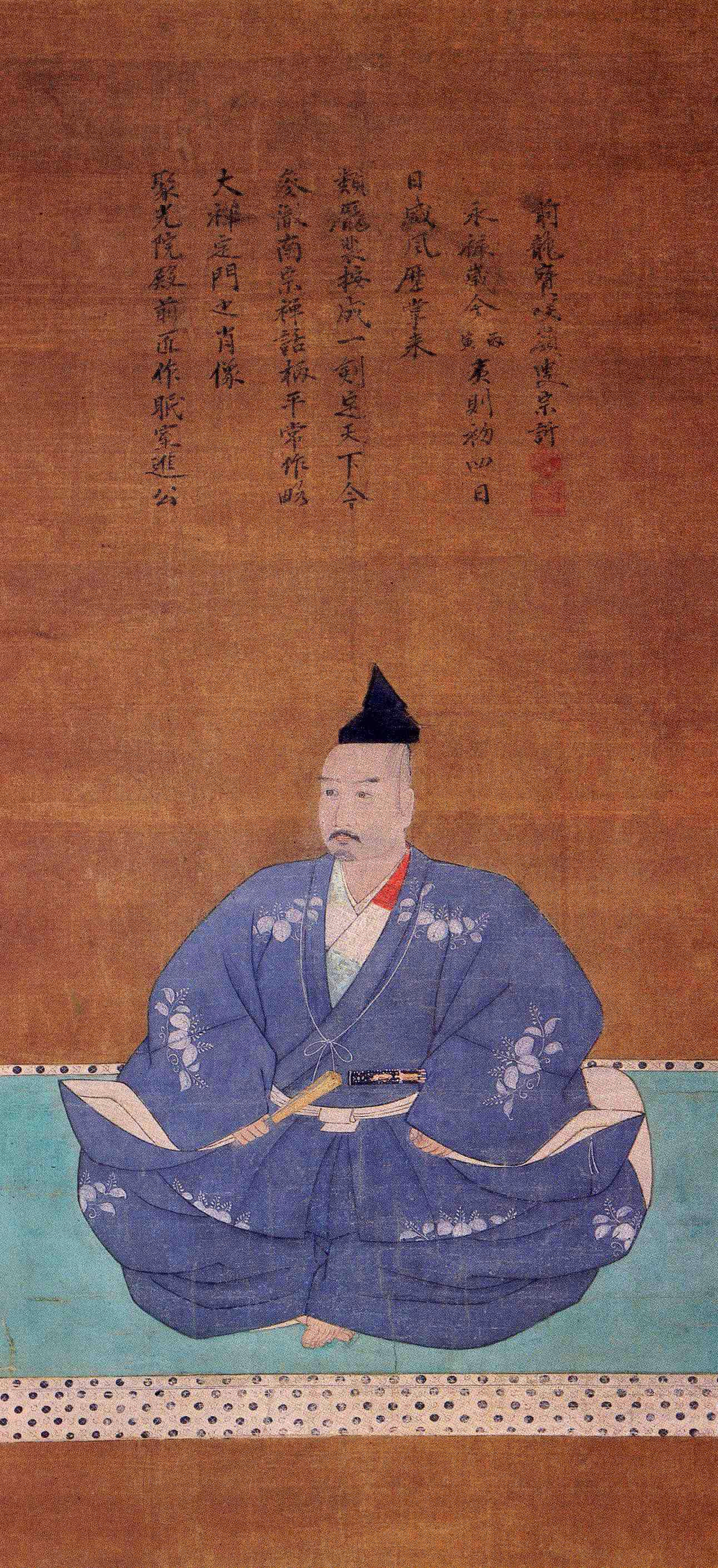
阿波小笠原氏総領 三好長慶

阿波小笠原氏の祖は小笠原長経の次男、長房である。承久3年（1221年）の承久の乱後、兄・長忠が阿波国守護に任ぜられるが、長忠が本国である信濃国への帰国を希望したために、代わって長房が守護となったとされる。ただし、今日の研究では実際には長房が長男で長忠は三男であったとする説があり、また長忠の系統は京都を活動の中心としていた可能性が高い。
文永4年（1267年）に幕府の命令を奉じて、三好郡郡領・平盛隆を討ち、褒賞として美馬郡と三好郡に26000町余りの所領が与えられ、岩倉城を拠点とした。
阿波の小笠原氏は南北朝時代には南朝に属したとされ、その子孫の多くは室町時代には国人化して阿波の守護を務めた細川氏に仕えたとされる。代表的な例としては三好氏、安宅氏、一宮氏（小笠原成助）、大西氏（大西覚養）、赤沢氏（赤沢宗伝）などが挙げられる（ただし、それぞれの出自には諸説ある）。阿波小笠原氏の子孫の三好氏などについては、それぞれの記事を参照。
その他の阿波小笠原氏の支流にも七条氏・高志氏などがある。

## 石見小笠原氏
阿波守護職となった小笠原長房 (阿波小笠原氏)の子、長親が弘安の役の軍功によって、石見国邑智郡村之郷を得て、移り住んだ事に始まる。長親は地元の有力国人である益田氏当主兼時の息女を室に迎え、弘安の役の後の不安定な石見国周辺の海岸を警護した。南北朝時代の当主小笠原長胤は武家方に従って活動、川本温湯城を居城とした。戦国時代に入ると石見銀山の支配を巡って対立する大内氏と尼子氏に挟まれ、当主の小笠原長雄はその間を転々とし、最終的には大内氏の後を継いだ毛利氏に仕えた。
天正20年（1592年）に国替えにより出雲国神門郡神西に移封されたことで石見国を去る。慶長5年（1600年）の関ヶ原の戦い後の毛利氏の防長移封の際には一度毛利氏を離れることとなるも後に帰参し、石見小笠原氏は長州藩士として明治を迎えた。

## 京都小笠原氏
小笠原氏には宗家の貞宗の弟の貞長の流れがある。貞長は新田義貞と戦って討死し、子の高長は京都に住んで足利尊氏の弓馬の師範であったという（史実か疑わしい）。以後、幕府に奉公衆として仕えた。京都に住んだ貞長の系統は、兄貞宗の系統を信濃小笠原氏とするのに対して、京都小笠原氏と呼ばれる。
京都小笠原氏の一族は将軍側近の有力武将として重きをなすとともに、幕府初期から的始めなどの幕府儀礼に参加している。6代将軍の足利義教の頃には将軍家の「弓馬師範」としての地位を確立し、以後的始め、馬始めなど幕府の公式儀礼をしばしば差配し、当時における武家の有職故実の中心的存在となった。こうしたことから奉公衆とはいえ一般の番衆とは区別され、書札礼では「小笠原殿のことは、弓馬師範たる間、如何にも賞翫にて恐惶謹言と書く事、可然也」（『大舘常興書札抄』）とされた。
なお従来は、将軍家の弓馬師範は信濃小笠原氏が務めたとされたり、貞宗が後醍醐天皇の師範、高長が足利尊氏の師範を務めたなどの説が流布していたが、これらは後世の付会に過ぎず史料的裏付けに乏しい。小笠原氏が将軍家弓馬師範なる地位を得るのは足利義教の代で、それも信濃小笠原氏ではなく京都小笠原氏である。信濃小笠原氏が武家故実に関わるのは小笠原長時、貞慶父子の時代になってからである。ただし、信濃小笠原氏も弓馬師範ではなかったものの、乗馬に通じていることが広く知られていたことを指摘する村石正行の論文もある。小笠原（赤沢）貞経は長時・貞慶父子より、元亀3年（1572年）には「糾方内儀外儀」（弓馬術礼法）を、天正3年（1575年）には「師範」の許状を受けたとされる。
なお、小笠原政清は同じ幕臣であった伊勢盛時（北条早雲）に娘を嫁がせたとされており、彼女の所生とされる北条氏綱以降の後北条氏歴代当主は京都小笠原氏の血を引いていた事になる。
京都小笠原氏の一族は、嫡流は幕臣として続いたが、小笠原稙盛が永禄8年（1565年）の永禄の変で将軍足利義輝とともに討死すると、稙盛の子の秀清（少斎）は浪人し、後に細川氏（後の熊本藩主細川氏）に仕えた（稙盛は永禄の変後に足利義栄に従ったため、足利義昭の時代に所領を没収されたとする説もある）。秀清は関ヶ原の戦いの際に細川ガラシャの介錯を務め殉死し、秀清の子孫は江戸時代には熊本藩の家老を務めた。また、庶流の小笠原元続は将軍足利義澄の死去後に幕府を離れ、縁戚の後北条氏を頼った。元続の子の康広は北条氏康の娘婿となった。小田原征伐で後北条氏の嫡流が滅亡すると、康広の子の長房は徳川家康の家臣となり、子孫は旗本として存続し、江戸時代の歴代の当主は縫殿助を称した。
旗本となった小笠原長房の子孫は家禄780石余、縫殿助を称した当主が多いため縫殿助家とも呼ばれる。長房の曾孫の持広は享保元年（1716年）に将軍徳川吉宗の命により家伝の書籍91部と源頼朝の鞢（ゆがけ）を台覧に供した。これは吉宗が射礼や犬追物など弓馬の古式の復興に熱心で諸家の記録を調べていたためで、「世に稀なる書ゆえ永く秘蔵すべき」旨の言葉があったという。後に吉宗は近侍の臣らを持広の弟子として射礼を学ばせている。持広は弓場始（的始め）の式に伺候するとともに、小的、草鹿、賭弓、円物、百手的などを上覧に入れるなどした。
子孫も同様な役を務め、幕末には小笠原鍾次郎が講武所で弓術教授を勤めたが、この家は維新期に断絶する。つまり、室町幕府以来最も長く礼法を伝える家系は現代には続いておらず、縫殿助家と共に徳川幕府の師範家となっていた旗本小笠原平兵衛家（赤沢氏）が、現代では小笠原流（弓馬術礼法小笠原教場）宗家となっている。

## 信濃小笠原氏

### 鎌倉時代
小笠原氏の惣領職は初代の小笠原長清から小笠原長経に受け継がれたが、比企能員の変に連座して失脚し、庶流の伴野時長に移った。長経は承久の乱の功績で阿波国の守護に任ぜられ、同地に根拠を移す。しかし時長の娘が安達泰盛の母であり、時長の孫・伴野長泰は泰盛の従兄弟として霜月騒動に巻き込まれ戦死したため、惣領は長経の曾孫にあたる小笠原長氏に戻った。
長氏は承久の乱後に信濃国に帰国した長忠の孫とされているが、長忠の子で長氏の父にあたる長政は京都の六波羅探題で評定衆を務めていたことが確認できるため、京都が拠点であった可能性が高い。また、長忠の拠点であったとされる信濃国伊賀良荘（現在の長野県飯田市）も実際には北条氏の滅亡後に討幕の恩賞で小笠原氏の所領として与えられたとみられるため、長経系の信濃小笠原氏の成立は惣領の移転よりも更に後の建武政権期に下る可能性がある（小笠原氏惣領の所領は長清の所領がある甲斐国巨摩郡にあったとみられるため）。宝治元年（1247年）の宝治合戦では長経の長男小笠原七郎長村が三浦泰村に味方して敗北した。建治元年（1275年）5月の『造六条八幡新宮用途支配事』によれば、鎌倉中小笠原入道跡が百貫を納めている。

### 信濃国の室町時代
小笠原貞宗は鎌倉幕府に反旗を翻した足利尊氏に従い鎌倉の戦いに出陣し、建武元年（1334年）、建武政権より信濃守および信濃守護に任じられ、筑摩郡に井川館を築いた。
室町時代にも小笠原一族は幕府の奉公衆等となって活躍し、南北朝時代には小笠原政長（貞宗の子）は北朝に属したものの伊那谷は北条時行の拠点であり、後に諏訪氏や仁科氏等の南朝の拠点となった。対して貞宗の跡を継いだ小笠原長基は若年であったため、代わりに上杉氏や斯波氏が信濃守護を任じられた。長基は正平10年/文和4年（1355年）4月の桔梗ヶ原の戦いで南朝の宗良親王を破り吉野へ駆逐するなど戦功を挙げ、信濃守護に任じられた。
しかし、応永7年（1400年）に足利義満に仕えばさらであった小笠原長秀（長基の次男）が信濃国守護に任じられて入国すると、村上氏、仁科氏、諏訪氏、滋野氏、高梨氏、井上氏など、信濃国人の大半が反発して大塔合戦を起こし、これに大敗した長秀は京都に逐電し守護職を罷免された。信濃守護職は斯波氏を経て室町幕府の料国（直接統治）とされたが、信濃小笠原氏の家督を継いだ長秀の弟の小笠原政康が応永32年（1425年）に信濃守護職に任命されてからは信濃小笠原氏の守護職の地位が安定化した。
信濃小笠原氏が度々守護職が外された理由としては、信濃小笠原氏の統治能力の問題だけではなく、信濃が室町幕府の勢力圏と鎌倉府の管轄地域の境目にあり、その管轄が幕府と鎌倉府の間で変更されたり、自立性の強い信濃国人が守護による統治を嫌って幕府の直接統治を望んだことなどがあげられる。それが、大塔合戦の背景の一つでもあり、また信濃小笠原氏も上杉氏や斯波氏の守護在任時代には反守護の信濃国人側に立っている。だが、応永年間末期に室町幕府と鎌倉府の対立の構図が明確になると信濃は幕府側の最前線として位置づけが固まったこと、信濃国人が幕府の意向に必ずしも忠実ではないことが明らかになったことで信濃有数の勢力を持って幕府に比較的忠実な小笠原氏を守護として鎌倉府に対峙させ、幕府がそれを支援する方針が固まってきたと考えられている。もっとも、小笠原氏の守護職復帰後も村上氏・諏訪氏ら信濃国人との間に封建的な主従関係を確立できたわけではなく、守護権力が弱体化した状態が続くことになる。

### 信濃小笠原氏の3家分立
信濃小笠原氏の家督を継いだ長秀の弟の小笠原政康は、たびたび戦乱を起こしていた鎌倉公方への抑え役として足利義持から重用されて、応永32年（1425年）に信濃守護職に任命され、信濃国内、甲斐国、武蔵国を転戦し、庶流の跡部氏を甲斐に送り込んだ。しかし、嘉吉元年（1441年）の嘉吉の乱で6代将軍足利義教が暗殺されると畠山持国が台頭し小笠原長将（長秀の兄）の子の小笠原持長が家督相続を主張して内乱を起こし、文安3年（1446年）に政康の子小笠原宗康を漆田原の戦いで討ち取って南下し、国府を奪い府中小笠原氏を起こした。しかし、宗康は戦死前に伊那郡伊賀良荘の松尾小笠原氏である弟の小笠原光康を後継者に定めており、府中小笠原氏に対向した。また、府中から光康の元に逃れた小笠原政秀（宗康の子）も鈴岡小笠原氏を起こし小笠原氏は3家に分裂した。

### 鈴岡小笠原氏の滅亡
鈴岡小笠原政秀は、寛正2年（1461年）の光康の死により小笠原家の惣領の家督を継承したと見られ、府中小笠原清宗（持長の子）から府中を奪い返して、小笠原3家を統一し、文明5年（1473年）には幕府から信濃国守護に任ぜられた。しかし、筑摩郡の国衆の支持を得られなかったため、政秀は更級郡牧之島城に逃れた府中小笠原長朝（清宗の子）と和睦し、明応元年（1492年）の幕府の近江遠征には（長享・延徳の乱）には長朝が出兵した。
松尾小笠原氏の小笠原家長（光康の子）は鈴岡小笠原政秀と共闘し、応仁の乱中の文明5年（1473年）、東軍の要請で木曽家豊と共に美濃国に遠征したが、文明12年（1480年）に政秀と合戦となり戦死した。家長の子松尾小笠原定基は明応2年（1493年）に政秀を暗殺し、鈴岡小笠原氏は滅亡した。
鈴岡小笠原氏の滅亡後も松尾・府中両小笠原氏の争いが続いた。ところが、駿河国の今川氏親が遠江国に侵攻すると、その対応に苦慮した遠江の守護職である斯波義寛は信濃小笠原氏への援軍を依頼した。ところが、松尾小笠原氏も府中小笠原氏も互いに自分への援軍要請を求めて争う始末であり、却って小笠原氏の内紛に巻き込まれる形となった斯波氏は両者の仲立ちを引き受けて和睦を図り、その後永正年間に入ると府中小笠原貞朝の娘が松尾小笠原貞忠の妻になることで一時的に和睦して斯波氏への援軍を送った。だが、遠江は今川氏の手に落ち、両者の和睦も長くは続かなかった。

### 松尾小笠原氏の流浪
松尾小笠原定基は、娘を木曽義在に嫁がせて木曽氏と婚姻関係となり東濃の領地を維持し、府中小笠原長朝の侵攻を撃退し、三河国にも遠征したが、天文3年（1534年）、子の松尾小笠原貞忠が府中小笠原長棟（貞朝の子）や鈴岡小笠原氏の親族の下条氏に攻められて松尾城が落城し、甲斐国に落ち延びた。
天文23年（1554年）、松尾小笠原信貴（定基の子）・小笠原信嶺父子が武田氏の伊那侵攻で信濃先方衆として活躍し、松尾城を回復した。小笠原信嶺はその後、織田信長の甲州征伐の時には織田氏に降伏し、本能寺の変の後、徳川氏の家臣となった。徳川家康の関東移封の際、武蔵国本庄城に移り、1万石ながら大名となった。

### 松尾小笠原氏の江戸時代
江戸時代には、小笠原信之（信嶺の婿養子）がそのまま譜代大名となり、この家系は本庄、古河、関宿、高須を経て、越前国勝山（現在の福井県勝山市）2万2000石に移った。元弘3年（1333年）の小笠原宗長宛て足利高氏の書状に始まり、天正3年（1575年）の小笠原信嶺宛て武田勝頼の書状まで、信濃守護小笠原氏が伝えた計185通の文書群『勝山小笠原文書』はこの家系に伝わり、のちに東京大学史料編纂所に所蔵された。
- 信之系（松尾小笠原）：武蔵本庄藩（信之）→下総古河藩（信之、政信）→下総関宿藩（政信、貞信）→美濃高須藩（貞信）→越前勝山藩（貞信、信辰、信成、信胤、信房、長教、長貴、長守）

また小笠原長巨が交代寄合旗本（伊那衆）となった。ただし江戸に拝領屋敷はなく、千村氏の屋敷に間借りしていた。

#### 伊豆木小笠原氏
1600年慶長5年12月に小笠原長巨が伊豆木へ入部。1582年天正10年の織田信忠の信濃侵入により失家・浪人となった伊豆木氏、その衰退後に居住していた松尾小笠原氏の家臣西村氏が居住していた地に伊豆木陣屋を築くく。1624年寛永元年、小笠原書院竣工。
- 伊豆木小笠原氏系図

長臣(ながなお・ながおん)(初代)→長泰2→長朝3→長貞4→長暉(ながてる)5→長孝(ながたか)6→長煕(ながひろ)7→長著(ながあきら)8→長計(かがかず)9→長厚(ながあつ)10→長裕(ながかた)11

### 明治以降の松尾小笠原氏

#### 勝山小笠原子爵家
最後の勝山藩主だった小笠原長守は明治2年（1869年）の版籍奉還で勝山知事に任じられるとともに華族に列したが、明治4年（1871年）6月に致仕し、息子の長育が最後の藩知事に就任して、同年7月14日の廃藩置県を迎えた。
華族令施行で華族が五爵制になり、1884年（明治17年）7月8日に長育は旧小藩知事として子爵に列した。
長育の長男である2代子爵小笠原勁一は貴族院の子爵議員に当選して務めた。
勝山小笠原子爵家の邸宅は昭和前期に東京市牛込区池袋町にあった。宗旨は臨済宗だった。

### 府中小笠原氏の統一
松尾小笠原氏を追放したことで、府中小笠原氏の小笠原長棟が小笠原一族を統一し、信濃守護として安定した地位を獲得する。長年悩まされてきた国衆との対立も諏訪氏と和解し、北信濃の村上義清と南信濃の藤沢頼親に娘を嫁がせて同盟を結ぶことに成功する。しかし、天文11年（1542年）には病死して、長男である長時が後を継ぐことになる。

### 府中小笠原氏の流浪
長時の時代に入ると、甲斐国の武田晴信（信玄）が信濃の領国化を開始し（信濃侵攻）、長時は小県郡の村上義清らと連携して抵抗するが、天文19年（1550年）には本拠の林城が陥落すると信濃から駆逐される（『高白斎記』）。
このころ中央では第13代将軍・足利義輝を推戴する三好長慶が勢力をもっていたが、三好氏は小笠原一族を称し長時を庇護し、長時と三男貞慶は三好氏や京都小笠原氏など同族間で連絡拠点とする京に滞在し在京奉公を行う。永禄4年（1561年）には北信豪族を庇護し武田氏と川中島の戦いを繰り広げていた上杉謙信に長時の帰国支援が命じられるが、川中島合戦は永禄4年を境に収束し、長時の帰国は実現していない。
その後は将軍・義輝の没落と御館の乱により長時は会津へ逃れる。天正10年（1582年）、武田遺領を巡る天正壬午の乱においては長時の弟である小笠原洞雪斎が越後上杉氏の支援を受け、小笠原旧臣の助力を得て木曾義昌から深志城（松本城）を奪還する。洞雪斎は上杉氏の傀儡であったといわれ、長時の3男の貞慶は徳川家康に仕え、小笠原旧臣の支持を得て深志城を奪還する。
天正18年（1590年）には貞慶の長男・秀政が下総古河（現在の茨城県古河市）3万石を与えられ、慶長5年（1600年）の関ヶ原の戦いでは東軍に属し、翌年の慶長6年（1601年）には信濃国飯田（現在の長野県飯田市）5万石に加増の上で転封となる。

### 府中小笠原氏の江戸時代
江戸時代には、府中小笠原氏からは四家が大名となった（いずれも譜代大名）。府中小笠原氏では小笠原秀政が松平信康の娘の登久姫と婚姻し、有力な譜代大名となった。秀政は下総国古河から信濃国飯田を経て、慶長18年（1613年）には父祖縁の地である信濃国松本（現在の長野県松本市）8万石に転封となる。秀政と長男の忠脩は慶長20年（1615年）の大坂夏の陣で討死し、忠脩の長男の長次は幼年であったため、秀政の次男の忠真が家督を相続した。忠真は元和3年（1617年）に播磨国明石（現在の兵庫県明石市）10万石に転封となった。
寛永9年（1632年）に豊前国小倉（現在の福岡県北九州市）15万石に転封となる。同時に秀政の三男の忠知には豊後国杵築（現在の大分県杵築市）4万石（細川氏が豊前国主であったころの小倉藩飛び地）が、忠脩の長男の長次には豊前の南半分にあたる豊前国中津（現在の大分県中津市）8万石が与えられ、さらに秀政の四男で能見松平家を継いでいた松平重直が豊前国竜王 （現在の大分県宇佐市） 3万7千石に転封となり、一族で豊前周辺を固めた。また、寛文11年（1671年）には忠真の四男の真方が兄の忠雄から1万石を分与され小倉新田藩（千束藩）を立藩した。
忠真系は幕末まで小倉藩主として継続、忠知系は転封を重ねて最終的には肥前国唐津（現在の佐賀県唐津市）6万石に、長次系は悪政や無嗣による改易で最終的に播磨国安志（現在の兵庫県姫路市）1万石に移った。長次系の歴代当主は小笠原秀政ゆかりの信濃守を称した。
- 秀政系（府中小笠原）
  - 忠真系：信濃松本藩（忠真）→播磨明石藩（忠真）→豊前小倉藩（忠真、忠雄、忠基、忠総、忠苗、忠固、忠徴、忠嘉、忠幹、忠忱）
  - 長次系：播磨龍野藩（長次）→豊前中津藩（長次、長勝、長胤、長円、長邕）→播磨安志藩（長興、長逵、長為、長禎、長武、貞幹、貞孚）
    - 真方（忠真四男）系：豊前小倉新田藩（千束藩）（真方、貞通、貞顕、貞温、貞哲、貞謙、貞嘉、貞寧、貞正）

  - 忠知系：豊後杵築藩（忠知）→三河吉田藩（忠知、長矩、長祐、長重）→武蔵岩槻藩（長重、長煕）→遠江掛川藩（長煕、長庸、長恭）→陸奥棚倉藩（長恭、 長堯、長昌）→肥前唐津藩（長昌、長泰、長会、長和、長国）

### 明治以降の府中小笠原氏

#### 小笠原伯爵家

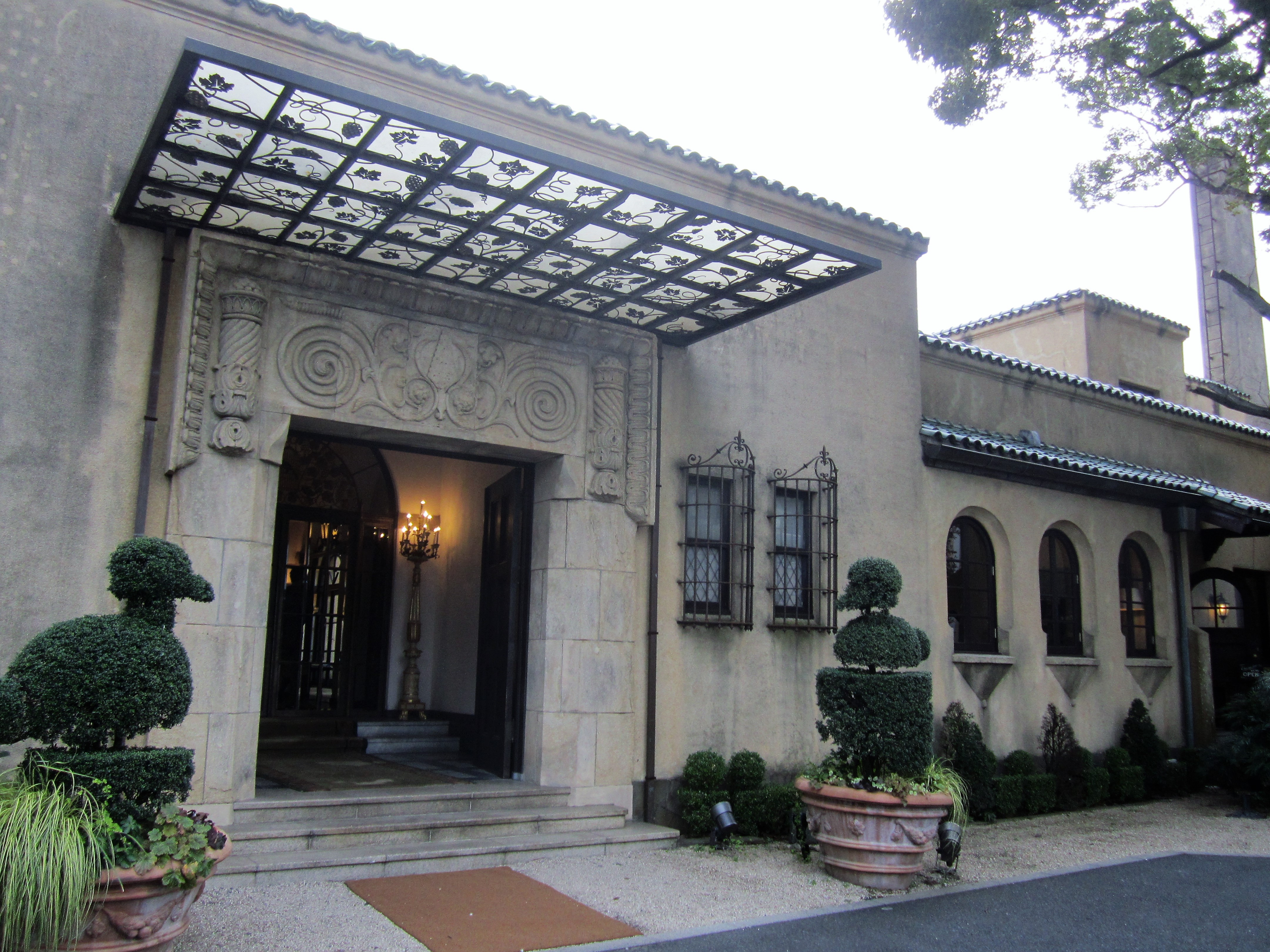
昭和2年に竣工した小笠原伯爵家の邸宅。クリーム色の外壁とエメラルドグリーンのスペイン瓦、窓には鉄格子の飾りがあり、中庭を囲むロの字型の平面図になっているなど、日本には珍しいスパニッシュ様式の洋館。現在はスペイン料理店「小笠原伯爵邸」となっている（東京都新宿区河田町）。

最後の小倉藩主だった小笠原忠忱は、明治元年（1868年）の戊辰戦争で官軍に従軍して東北を転戦し、その功績により明治2年（1869年）に賞典禄5000石を下賜された。明治2年に藩名を豊津藩に改名し、版籍奉還で豊津藩知事に任じられるとともに華族に列し、明治4年（1871年）7月14日の廃藩置県まで藩知事を務めた。
華族令施行で華族が五爵制になった後、長生の代の1884年（明治17年）7月8日に旧中藩知事として伯爵に列した。
2代伯爵長幹は式部官を経て貴族院の伯爵議員に当選して務め、院内会派研究会の領袖として活動した。その間、陸軍省参事官、国勢院総裁、行政審議会委員などを歴任した。実業家としても活躍し、東京府の多額納税者であった。
4代伯爵だった小笠原忠統は戦後の日本国憲法により爵位を喪失した後の昭和55年（1980年）に東京において小笠原惣領家礼法研究所を設立し、「半封建的道徳」として戦後教育から排除されたことで消滅の危機に瀕していた小笠原流を残すため尽力していた。
小笠原伯爵家の邸宅は昭和前期に東京市牛込区市谷河田町にあった。宗旨は仏教だった。

#### 安志小笠原子爵家
最後の安志藩主だった小笠原貞孚は、明治2年（1869年）の版籍奉還で安志藩知事に任じられるとともに華族に列し、明治4年（1871年）7月14日の廃藩置県まで藩知事を務めた。
華族令施行で華族が五爵制になり、1884年（明治17年）7月8日に貞孚は旧小藩知事として子爵に列した。
2代子爵小笠原長丕は本家の小笠原長幹伯爵の弟で貞孚の養子に入って子爵位を継いだ。東京市立第一中学校や法政大学商業学校の講師を務めた。
安志小笠原子爵家の邸宅は昭和前期に東京市牛込区市谷河田町にあった。宗旨は仏教だった。

#### 千束小笠原子爵家
最後の千束藩主だった小笠原貞正は、明治2年（1869年）の版籍奉還で千束藩知事に任じられるとともに華族に列し、明治4年（1871年）7月14日の廃藩置県まで藩知事を務めた。
華族令施行で華族が五爵制になり、1884年（明治17年）7月8日に当時の当主寿長が旧小藩知事として子爵に列した。
2代子爵小笠原恒は中佐まで昇進した陸軍将校で近衛野砲連隊大隊長などを歴任した。
千束小笠原子爵家の邸宅は昭和前期に東京市牛込区市谷河田町にあった。宗旨は神道だった。

#### 唐津小笠原子爵家
最後の唐津藩主だった小笠原長国の養子長行は幕末に幕府老中になって旧幕府勢力とともに政府に反逆して五稜郭まで戦ったため罪を問われ官位褫奪になっているが、長国自身は官軍に属していたので処罰はなく、明治2年（1869年）の版籍奉還で唐津藩知事に任じられるとともに華族に列し、明治4年（1871年）7月14日の廃藩置県まで藩知事を務めている。
明治6年（1873年）に長国が隠居した後は長行の長男長生が家督を相続。華族令施行で華族が五爵制になると、1884年（明治17年）7月8日に長生が旧小藩知事として子爵に列した。長生は海軍中将まで昇進した海軍軍人となった。
唐津小笠原子爵家の邸宅は昭和前期に東京市世田谷区代田にあった。宗旨は日蓮宗だった。

## 遠江小笠原氏
府中小笠原氏の一族（小笠原長棟の兄の長高といわれる）が小笠原氏の内紛を逃れて、やがて今川氏に仕え、遠江小笠原氏（高天神小笠原氏）となったとされる。系図上はここが嫡家である。高天神城の戦いで知られる。
小笠原義頼の子供以降、江戸時代には紀州徳川家に仕えた。のち紀州藩主であった徳川吉宗が将軍に就任した際、200人ほどの紀州藩士が幕臣となった。その中には『吉宗公御一代記』で知られる小笠原政登や小笠原胤次がいる。

## 幡豆小笠原氏
霜月騒動で戦死した伴野長泰の孫である伴野泰房は三河国太陽寺荘に逃れ、幡豆小笠原氏の祖となった。永正11年(1514年)小笠原定正が寺部城（幡豆城）を奪い居城としたとされる。
幡豆小笠原氏の系譜は不確実であり、研究が待たれる部分もあるが、海に面する城を中心に海上交易などを行っていたようである。海賊衆として今川氏に仕えていたが、その後徳川氏に転じ、徳川家の海賊衆として三河湾や遠州の海上防衛を行っていた。当主の小笠原広重や子の信元・広朝（正吉）兄弟は陸上でも数々の合戦に参加している。
そのまま幕臣となり、信元や孫の小笠原信盛など、江戸幕府の船手頭として知られる。
また、欠城を本拠とし、家康の数々の戦闘に参加した小笠原安元・安次の系統も幡豆小笠原氏であるともされるが、この欠城の小笠原氏は出自について数説があり、どれが正しいかはわからない。いずれにせよ、欠城の小笠原氏は寺部城の小笠原氏と婚姻関係も結び、密接に連携していたとされる。寺部城の小笠原氏は安芸守家、欠城の小笠原氏は摂津守家と呼ばれたらしい。
流浪していた信濃国の小笠原長時が同族の誼で一時滞在し、また、長時親子を徳川家康に取り持ったのがこの小笠原氏だとする話が残る。徳川家康の落胤とされる小笠原権之丞は、前出の小笠原広朝（正吉）の養子であると伝わる。
徳川家康により任命された初代の長崎奉行であった小笠原一庵も、幡豆小笠原氏の一族とされる。
伴野氏は甲斐武田氏滅亡の天正壬午の乱にて一時滅びるが、伴野時長の六世孫の伴野貞元が徳川家旗本を務めた。また、八王子千人隊の甲斐志村氏の志村貞盈は、伴野時直の庶流の一族で江戸時代に徳川家旗本を務めた。

## 「小笠原諸島」とは
信州松本城主「小笠原貞頼」なる人物が、朝鮮出兵から帰陣した後の文禄2年（1593年）、しかるべき島があったら取ってよいとの証文を徳川家康から得て伊豆国下田より出航し、小笠原諸島を発見した。家康が小笠原の名前をつけることを許し、豊臣秀吉からも安堵されたので小笠原諸島と名付けられた、との伝承がある。だが、確かな史料にはそのような事実は確認できず、発見時期にも矛盾がある上、そもそも小笠原貞頼という人物も小笠原家の系図には記されておらず、信憑性に乏しい。
なお同諸島の別称のボニン諸島（Bonin Islands）が無人（ぶにん）島の転訛語であることはわかっている。

## その他の小笠原氏の一族
- 武田氏の混乱に乗じて一時甲斐を実効支配した跡部氏は、小笠原氏の一族とされる。
- 九戸氏の出自が小笠原氏という一説がある。
- 大浦氏の家臣（大浦三老）に小笠原信浄なる人物がいる。信浄は小笠原氏の一族とする説もあるが、無関係とする説もある。
- 出羽の楢岡氏は小笠原氏の庶流で、戸沢氏の家臣である。
- 傍流とされる林氏（三河林氏）は、徳川氏始祖とされる松平親氏の頃から三河の松平氏（徳川氏）に仕えていたとされ、江戸時代は幕府の大身旗本であったが、幕府後期の林忠英の代に将軍徳川家斉の寵臣として加増を重ね、貝淵藩（請西藩）1万石の大名となった。最後の藩主の林忠崇は戊辰戦争で300石に減封となり、大名の地位を失った。そのため華族制度発足時には華族に列してなかったが、1893年に特旨により男爵に列した[37]。

## 庶流
- 赤沢氏
- 浅原氏
- 跡部氏
- 井深氏
- 日比野氏 - 江戸幕臣
- 小見氏
- 打越氏
- 大井氏
- 大倉氏
- 長船氏
- 大日方氏
- 下条氏
- 仁賀保氏
- 二木氏
- 根田氏
- 羽場氏
- 林氏
- 伴野氏
- 船越氏
- 水上氏
- 三間氏 – 越後長岡藩の抜擢家老を勤めた三間氏、小諸藩大参事を勤めた三間氏、徳川旗本の三間氏がある。
- 三村氏
- 三好氏